# Eparchia di Spagna e Portogallo
L'eparchia di Spagna e Portogallo (in russo Испанско-Португальская епархия?; in spagnolo Diócesis de España y Portugal) è una eparchia della Chiesa ortodossa russa nella Penisola iberica, appartenente all'Esarcato patriarcale dell'Europa occidentale.

## Territorio
L'eparchia estende la sua giurisdizione su Spagna, Portogallo e Andorra. Sede eparchiale è la città di Madrid, dove si trova la cattedrale di Santa Maria Maddalena.
Dal 28 dicembre 2018 l'arcieparca è Nestor Sirotenko, nominato nel 2022 metropolita ed esarca dell'Europa occidentale, mantenendo l'incarico di amministratore dell'eparchia iberica.

## Storia
L'eparchia è stata eretta dal Santo Sinodo della Chiesa ortodossa russa il 28 dicembre 2018 e contestualmente è entrata a far parte dell'Esarcato patriarcale dell'Europa occidentale. Al vescovo regnante è stato assegnato il titolo di "eparca di Madrid e Lisbona".